# أوقست فيك
أوقست فيك (بالألمانية: August Fick)‏ هو أستاذ جامعي ألماني، ولد في 5 مايو 1833 في بترسهاغن في ألمانيا، وتوفي في 24 مارس 1916 في فروتسواف في بولندا.

## وصلات خارجية
- أوقست فيك على موقع الموسوعة البريطانية (الإنجليزية)